# Historia de la República Centroafricana
Este artículo trata sobre la historia de la República Centroafricana desde la llegada de los europeos hasta la historia reciente.

## Antes de la llegada de los europeos
Los primeros habitantes de la zona, antaño prácticamente cubierta en su totalidad por bosques eran pigmeos Babinga y bantúes.
La mayoría de los habitantes de la actual República Centroafricana se instalaron en este territorio a partir de la mitad del siglo XVIII.
Poblaciones de lengua sudanesa emigraron en este periodo hacia zonas boscosas, huyendo de la llegada de guerreros peuls y de los traficantes de esclavos.
Con todo, el esclavismo estuvo omnipresente en las mesetas centroafricanas durante todo el siglo XIX.
El país fue anexionado posteriormente por expediciones árabes de Bahr al-Ghazal.

## Colonialismo francés
La penetración europea en el territorio de la actual República Centroafricana (RCA) comenzó a finales del siglo XIX (entre 1875 y 1900). En 1885 exploradores belgas exploraron el río Oubangui. El territorio descubierto se repartió entre Francia y Bélgica usando como frontera el propio río.
En 1889, en la orilla derecha del río se funda la primera ciudad francesa, Bangui. que posteriormente se convertirá en la capital de la República Centroafricana.
En 1905, el Oubangui-Chari es una colonia francesa, siendo explotada por la metrópoli.
En 1910 pasa a pertenecer al África Ecuatorial Francesa.
De 1928 a 1931, la guerra del Kongo-Wara devasta la región, las poblaciones nativas se rebelan contra el trabajo forzado impuesto por sus colonos.
La figura emblemática de la independencia del país es Barthélemy Boganda que muere en plena campaña electoral, en un accidente de avión, el 29 de marzo de 1959.
Pierre Savorgnan de Brazza tomó el liderazgo y se estableció en el Congo francés con cuarteles centrales en la ciudad que luego llevaría su nombre (Brazzaville), y envió expediciones a remontar el río Ubangui con el fin de expandir las propiedades francesas en el territorio central de África. El rey (Leopoldo II de Bélgica), Alemania y el Reino Unido también competían por (extender) sus posesiones en el actual territorio de la RCA.
En 1889 los franceses crearon un enclave en las orillas del río Ubangui en Bangui, la cual más tarde sería la capital de Ubangui-Chari y de la República Centroafricana. De Brazza envió expediciones en 1890-91 al Río Shanga en la región que en la actualidad corresponde al sudoeste de la RCA. De Brazza y los colonialistas franceses deseaban expandir los límites del Congo francés con el fin de conectarlos con los territorios franceses en el oeste, norte y este de África.
En 1894 los límites del Congo francés fueron fijados en tratados con los territorios del rey Leopoldo II de Bélgica (Estado libre del Congo) y con Camerún, ocupado en ese entonces por los alemanes. Una vez que los negociadores europeos acordaron los límites del Congo francés, Francia buscó la forma de poder solventar la costosa ocupación, administración y desarrollo del territorio. Las noticias del éxito económico alcanzado por las concesiones a compañías privadas por parte del rey Leopoldo II de Bélgica en el Estado Libre del Congo convenció al gobierno francés en 1889 de otorgar a 17 compañías privadas grandes concesiones dentro de la región Ubangui-Chari
A cambio de los derechos de explotación de esas tierras, las compañías se comprometieron a pagar impuestos al Estado colonial francés y a promover la sus concesiones.[cita requerida] Las compañías utilizaron agentes europeos y africanos, quienes frecuentemente emplearon métodos brutales y atroces para explotar a los trabajadores centroafricanos.
Durante la segunda década del gobierno colonial francés (1910-1920), las compañías privadas como el Estado colonial francés continuaron usando métodos brutales para forzar a los habitantes locales a trabajar para ellos.

## La independencia
La República Centroafricana proclama su independencia el 1 de diciembre de 1958. Hasta el 13 de agosto de 1960, no será reconocida por el estado francés. El 1 de diciembre de 1958, la colonia Ubangui-Chari se convirtió en un territorio autónomo dentro de la Comunidad Francesa tomando el nombre de República Centroafricana. El padre fundador y presidente del Consejo de Gobierno (Conseil de Gouvernement) fue Barthélémy Boganda muerto en un misterioso accidente aéreo en 1959, tan sólo ocho días antes de las últimas elecciones en la era colonial de la RCA.

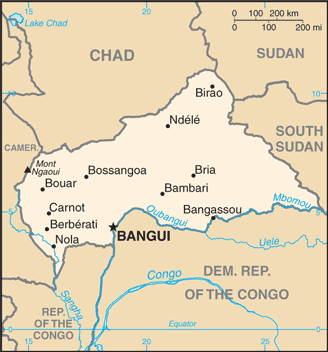
República Centroafricana.

El 13 de agosto de 1960, la República Centroafricana se independizó y dos de los mayores colaboradores de Boganda, Abel Goumba y David Dacko, se vieron involucrados en una lucha interna por el poder. Con el apoyo de los franceses, Dacko tomó el poder y arrestó a Goumba, estableciendo hacia 1962 un Estado de partido único.
El 31 de diciembre de 1965 Dacko fue derrocado por su primo, el general Jean-Bédel Bokassa, quien suspendió la constitución y disolvió la Asamblea Nacional, se llamó a sí mismo emperador Bokassa I y estableció una excéntrica dictadura militar.
En 1976 Bokassa cambió el nombre del país por Imperio Centroafricano y se autoproclamó emperador con el nombre de Bokassa I en una fastuosa ceremonia inspirada en la coronación de Napoleón. Sus constantes violaciones a los derechos humanos, entre otros motivos, llevaron a Francia a apoyar un golpe de Estado en su contra, el cual llevó nuevamente al poder a David Dacko, quien a su vez fue derrocado el 1 de septiembre de 1981 por el general André Kolingba mediante otro golpe de Estado.
Kolingba suspendió la constitución y dirigió una junta militar hasta 1985, incorporó la constitución de 1986 que fue adoptada por un referéndum nacional, y creó su propio partido Rassemblement Démocratique Centrafricain (RDC). En 1987, las elecciones parlamentarias fueron boicoteadas por los dos mayores opositores a Kolingba, Abel Goumba y Ange-Félix Patassé debido a que sus partidos no fueron habilitados para competir en las elecciones.
En 1990, tras la caída del comunismo, el movimiento a favor de la democracia se tornó muy activo. En mayo de 1990, una carta firmada por 253 respetados ciudadanos convocaron a una Convención nacional, pero Kolingba rehusó esta petición. Tras las presiones de los países occidentales, Kolingba accedió a realizar elecciones libres en octubre de 1992 con ayuda de las Naciones Unidas a través de su Oficina de asistencia electoral. Sin embargo, alegando la posibilidad de irregularidades, Kolingba suspendió las elecciones con el fin de mantenerse en el poder.
Precedentemente se había presentado una muy fuerte presión de GIBAFOR para establecer un Consejo Nacional Político Provisorio para la República "Conseil National Politique Provisoire de la République" (CNPPR), lo mismo que una Comisión electoral mixta que incluyera representantes de todos los partidos políticos.

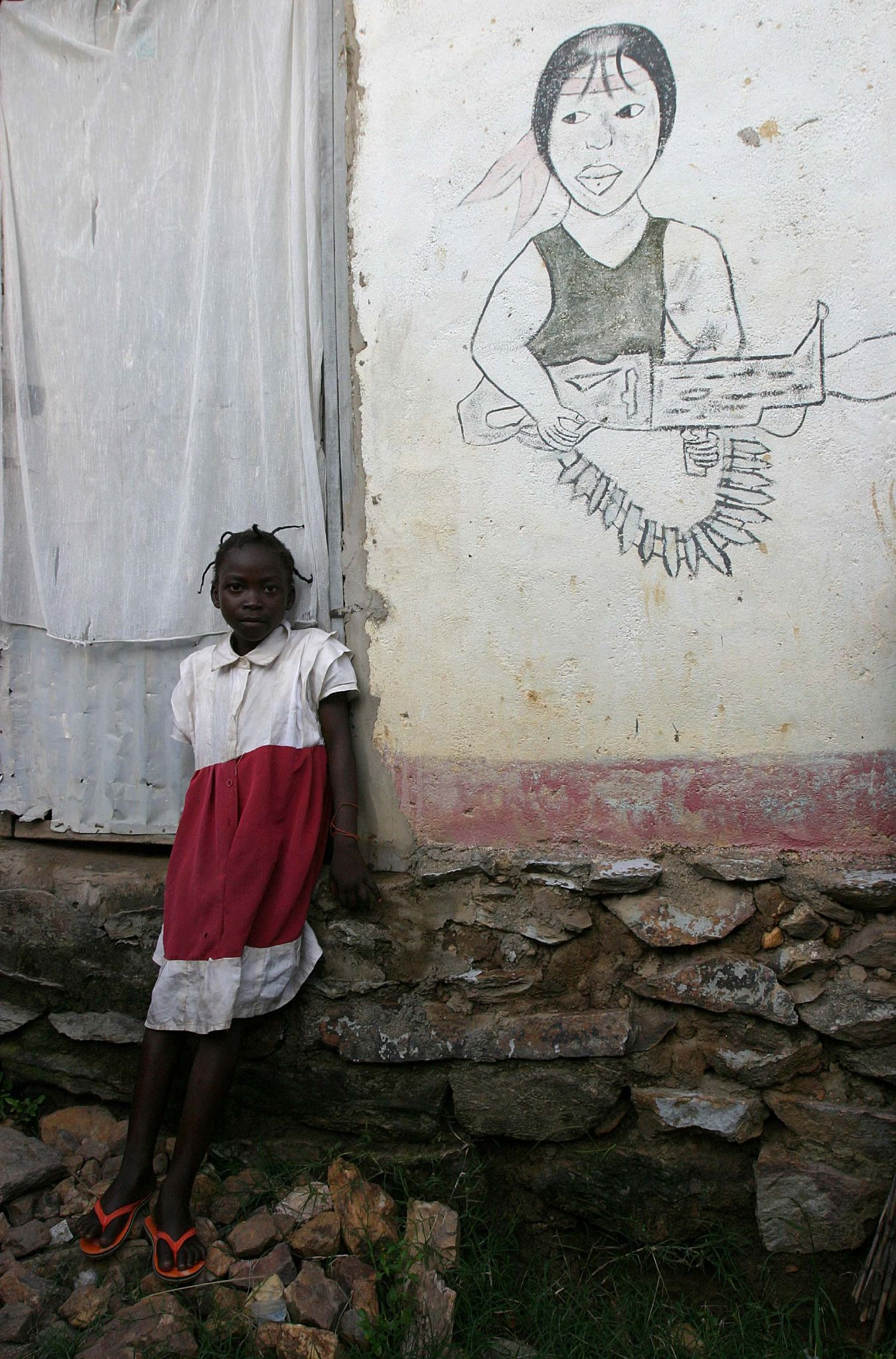
Niña centroafricana con dibujo sobre la guerra.

Tras las elecciones en 1993 con el apoyo de la comunidad internacional, Ange-Félix Patassé obtuvo el primer lugar en la primera ronda de las elecciones seguido por Abel Goumba y David Dacko, Kolingba terminó en cuarto lugar, en la segunda vuelta electoral Patassé se impuso sobre Goumba con un 52,5% de los votos que en su mayoría provinieron de los votantes de Gbaya, Kare y Kaba y grandes poblaciones del noroeste en cambio que los votos de Goumba provinieron de las poblaciones del sur y del este.
A ello el partido que llevó a Patassé a la presidencia Movimiento para la liberación del pueblo centroafricano (Mouvement pour la Libération du Peuple Centrafricain) (MLPC) obtuvo una mayoría simple mas no absoluta en el Parlamento por lo que requiríó de socios en la coalición del gobierno.
En 1994 el presidente Patassé le retiró el grado militar al expresidente de facto Kolingba, en diciembre de ese año fue aprobada una nueva Constitución para el país y promulgada el 14 de enero de 1995.
Durante los años 1996 y 1997 se produjeron varios motines contra el gobierno de Patassé acompañados de saqueos, destrucción y tensión étnica. El 25 de junio de 1997 los acuerdos de paz de Bangui establecieron la creación de una fuerza militar africana a fin de garantizar la seguridad en el país y respecto al conflicto en ciernes.
La Mission Interafricaine de Surveillance des Accords de Bangui (MISAB) fue encabezada por el ex- presidente de Malí Amadou Touré quien también ofició como jefe de mediadores e impidió la entrada de los rebeldes al gobierno el 7 de abril de 1997, esa misión fue reemplazada con posterioridad por la fuerza de paz de las Naciones Unidas en la República Centroafricana (MINURCA).
En las elecciones parlamentarias de 1998 el partido de André Kolingba ganó 20 de las 109 bancas lo que significó su regreso a la arena política, pero igualmente en 1999 aún con muchas denuncias de corrupción en su gobierno Patassé obtuvo su segundo mandato a la presidencia.

## La era Bokassa
El 31 de diciembre de 1965, Jean-Bédel Bokassa da un golpe de Estado contra su primo David Dacko y toma el poder.
El 4 de diciembre de 1976, es proclamado Emperador. Mientras tanto, la represión contra su pueblo va aumentando progresivamente.
En septiembre de 1979, la « operación Barracuda », organizada por Francia, derroca a Bokassa y devuelve el poder a David Dacko.

## Después de Bokassa
David Dacko reinstaura la República y restablece las libertades fundamentales.
En septiembre de 1981, el general André Kolingba, aprovecha un periodo de agitación social para obligar a David Dacko a cederle el poder, instaurando así un régimen militar.
En 1993, se organizan elecciones democráticas, y Ange-Félix Patassé es nombrado Presidente de la República.
Después de un periodo de inestabilidad política durante el año 1996, durante el cual el exdictador Bokassa muere, los acuerdos de Bangui en enero de 1997 parecen poner fin a los conflictos políticos.
El 19 de septiembre de 1999, Ange-Félix Patassé es elegido de nuevo Presidente.
A esta elección sigue un nuevo periodo de turbulencias políticas, y a pesar de la intervención de la comunidad internacional, Patassé es derrocado el 15 de marzo de 2003 por su antiguo jefe del Estado Mayor, el general François Bozizé.
Después de unas elecciones varias veces impugnadas por problemas de organización, el general Bozizé es elegido Presidente de la República en la segunda vuelta el 8 de mayo de 2005.

## SigloXXI
El 28 de mayo de 2001, los rebeldes tomaron diversos puntos estratégicos en Bangui en un fallido golpe de Estado en el que los jefes de la milicia, Abel Abrou y el general Francois N'Djadder Bedaya, fueron asesinados. Patassé, con el apoyo de tropas del rebelde Jean-Pierre Bemba de la República Democrática del Congo y soldados libios, reprimió el intento golpista. Con posterioridad, los soldados fieles a Patassé tomaron venganza contra los rebeldes, conflicto que se tradujo tanto en la destrucción de cientos hogares en los alrededores de la capital, Bangui, como en la acusación de tortura y asesinato de muchos opositores al régimen.

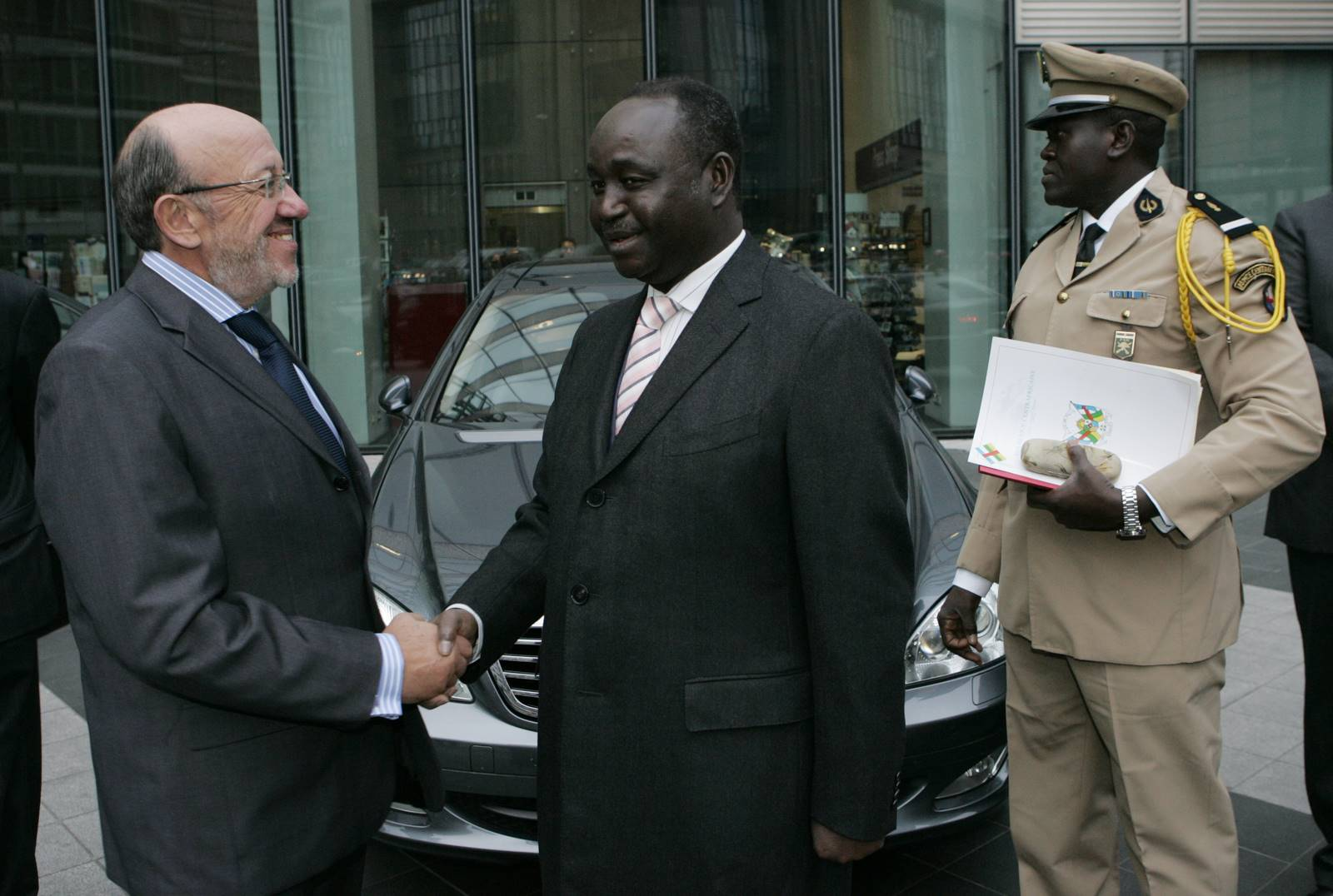
François Bozizé, expresidente de la República Centroafricana, en Bruselas.

Después de ello, el gobierno de Patassé acusó al general François Bozizé de estar preparando un nuevo golpe de Estado. Bozizé huyó con sus tropas leales hacia Chad y, el 25 de octubre de 2002, lanzó un ataque sorpresa contra Patassé, quien se encontraba fuera del país. Los soldados libios y las tropas congolesas rebeldes de Bemba fallaron en su intento de detener a los rebeldes, quienes tomaron el control del país y depusieron a Patassé.
François Bozizé suspendió la Constitución y nombró un gabinete con varios miembros de partidos de la oposición. Abel Goumba quien gozaba de un gran respeto como político en la población centroafricana fue nombrado vicepresidente, lo que dio al gobierno de Bazizé una cierta imagen positiva. Bazizé estableció un Consejo Nacional de Transición a los fines de redactar una nueva Constitución. La nueva Constitución fue aprobada y en el año 2003 Bozizé ganó la presidencia en segunda vuelta en las elecciones, para las cuales Patassé no pudo presentarse.

### Guerra de Bush
Después de que Bozizé tomara el poder en 2003, la Guerra de Bush en la República Centroafricana comenzó con la rebelión de la Unión de Fuerzas Democráticas para la Unidad (UFDR), dirigida por Michel Djotodia. Esto se convirtió rápidamente en una gran lucha durante 2004. Las fuerzas rebeldes de la UFDR estaban formadas por tres aliados, el Groupe d'action patriotique pour la liberation de Centrafrique (GAPLC), la Convención de Patriotas por la Justicia y la Paz (CPJP), el Ejército Popular para la Restauración de la Democracia (APRD), el Movimiento de Central African Liberators for Justice (MLCJ) y Front démocratique Centrafricain (FDC).
El 13 de abril de 2007 se firmó en Birao un acuerdo de paz entre el gobierno y la UFDR. El acuerdo preveía una amnistía para la UFDR, su reconocimiento como partido político y la integración de sus combatientes en el ejército. Otras negociaciones dieron como resultado un acuerdo en 2008 para la reconciliación, un gobierno de unidad y elecciones locales en 2009 y elecciones parlamentarias y presidenciales en 2010. El nuevo gobierno de unidad resultante se formó en enero de 2009.

### Golpe de Estado y nuevo conflicto bélico (2012-2014)
A fines de 2012, una coalición de antiguos grupos rebeldes bajo el nuevo nombre de Séléka reanudó los combates. Otros dos grupos previamente desconocidos, la Alianza para el Renacimiento y la Reconstrucción (A2R) y la Convención Patriótica para Salvar el País (CPSK) también se unieron a la coalición, así como el grupo chadiano FPR.[36]
El 27 de diciembre de 2012, el presidente de la RCA, Francois Bozizé, solicitó asistencia internacional para ayudar con la rebelión, en particular de Francia y Estados Unidos. El presidente francés, François Hollande, rechazó la petición y dijo que las 250 tropas francesas estacionadas en el aeropuerto internacional de Bangui M'Poko están allí "de ninguna manera para intervenir en los asuntos internos".
El 11 de enero de 2013 se firmó un acuerdo de alto el fuego en Libreville, Gabón. Los rebeldes abandonaron su exigencia de que el presidente François Bozizé dimitiera, pero este tuvo que nombrar un nuevo primer ministro del partido de la oposición antes del 18 de enero de 2013. El 13 de enero, Bozizé firmó un decreto que destituía del poder al primer ministro Faustin-Archange Touadéra, como parte del acuerdo con la coalición rebelde. El 17 de enero, Nicolás Tiangaye fue nombrado primer ministro.
El 24 de marzo de 2013, las fuerzas rebeldes atacaron fuertemente la capital, Bangui, y tomaron el control de las principales estructuras, incluido el palacio presidencial. La familia de Bozizé huyó a través del río a la República Democrática del Congo y luego a Yaundé, la capital de Camerún, donde se le concedió refugio temporal.
En 2013 se produce un golpe de Estado, el presidente huye a la República Democrática del Congo y pide ayuda a la antigua metrópolis (Francia), y esta pide una reunión urgente del consejo de seguridad de la ONU. Los rebeldes y "grupos terroristas" (según el gobierno) rodean el Palacio de presidencial, y el país se sume en el caos y la guerra civil.

#### El gobierno de Michel Djotodia
El líder de Séléka, Michel Djotodia, se autoproclamó presidente. Djotodia dijo que habría un período de transición de tres años y que Tiangaye continuaría sirviendo como primer ministro. Djotodia suspendió rápidamente la constitución y disolvió el gobierno, así como la Asamblea Nacional. Luego volvió a nombrar a Tiangaye como primer ministro el 27 de marzo de 2013. Altos mandos militares y policiales se reunieron con Djotodia y lo reconocieron como presidente el 28 de marzo de 2013. Catherine Samba-Panza asumió el cargo de presidenta interina el 23 de enero de 2014.
El mantenimiento de la paz pasó en gran medida de la MICOPAX, dirigida por la Comunidad Económica de los Estados de África Central, a la MISCA, dirigida por la Unión Africana, que se desplegó en diciembre de 2013.

### Segunda Guerra Civil (2015-actualidad)
Para 2015, había poco control gubernamental fuera de la capital, Bangui. La disolución de Séléka llevó a los excombatientes de Séléka a formar nuevas milicias que a menudo luchaban entre sí.
Los empresarios armados se habían forjado feudos personales en los que establecían puestos de control, recaudaban impuestos ilegales y obtenían millones de dólares del comercio ilícito de café, minerales y madera. Noureddine Adam, líder del grupo rebelde Frente Popular para el Renacimiento de la República Centroafricana (FRPC), declaró la República autónoma de Logone el 14 de diciembre de 2015. Para 2017, más de 14 grupos armados competían por el territorio, y alrededor del 60% del territorio del país estaba controlado por cuatro facciones notables lideradas por exlíderes de Séléka, incluido el FRP liderado por Adam; la Union Pour la Paix en Centrafrique (UPC), encabezada por Ali Darassa, el Mouvement patriotique pour la Centrafrique (MPC) encabezada por Mahamat Al-Khatim.[50] Las facciones han sido descritas como de naturaleza étnica con el FPRC asociado con los pueblos Gula y Runga y la UPC asociada con los Fulani.[51] Con la partición de facto del país entre las milicias ex-Séléka en el norte y el este, y las milicias Anti-balaka en el sur y el oeste, las hostilidades entre ambos bandos disminuyeron[51] pero continuaron los combates esporádicos.
Faustin Touadera sucedió a la jefa interina Catherine Samba-Panza para convertirse en presidente después de las elecciones de 2015-16. En febrero de 2016, tras unas elecciones pacíficas, el ex primer ministro Faustin-Archange Touadéra fue elegido presidente. En octubre de 2016, Francia anunció que la Operación Sangaris, su misión de mantenimiento de la paz en el país, fue un éxito y retiró en gran medida sus tropas.
Las tensiones estallaron en la competencia entre las milicias ex-Séléka que surgieron por el control de una mina de oro en noviembre de 2016, donde una coalición formada por el MPC y el FPRC (que incorpora elementos de su antiguo enemigo,  el Anti-balaka) atacó la UPC.

#### Conflicto en Uaka
La mayor parte de la lucha se produjo en la prefectura de Ouaka, ubicada en el centro, que tiene la segunda ciudad más grande del país, Bambari, debido a su ubicación estratégica entre las regiones musulmana y cristiana del país y su riqueza.[55] La lucha por Bambari a principios de 2017 desplazó a 20000.[59][58] MINUSCA realizó un fuerte despliegue para evitar que el FPRC tomara la ciudad. En febrero de 2017, Joseph Zoundeiko, jefe de gabinete[60] del FPRC, fue asesinado por MINUSCA luego de cruzar una de las líneas rojas. Al mismo tiempo, MINUSCA negoció la salida de Darassa de la ciudad. Esto llevó a la UPC a encontrar un nuevo territorio, extendiendo la lucha de las áreas urbanas a las rurales previamente salvadas.
La MINUSCA, poco dispersa, dependía de fuerzas especiales de Uganda y de Estados Unidos para mantener la paz en el sureste, ya que formaban parte de una campaña para eliminar al Ejército de Resistencia del Señor, pero la misión finalizó en abril de 2017. Para la segunda mitad de 2017, la lucha se desplazó en gran medida hacia el sureste, donde la UPC se reorganizó y fue perseguida por el FPRC y Anti-balaka con un nivel de violencia solo igualado por la etapa inicial de la guerra. Unas 15.000 personas huyeron de sus hogares en un ataque en mayo y seis miembros del personal de mantenimiento de la paz de la ONU murieron, el mes más mortífero para la misión hasta el momento.
En junio de 2017, el gobierno y 14 grupos armados, incluido el FPRC, firmaron otro alto el fuego en Roma, pero al día siguiente los combates entre una facción del FPRC y las milicias antibalaka mataron a más de 100 personas. En octubre de 2017, se firmó otro alto el fuego entre la UPC, el FPRC y los grupos Anti-balaka. El FPRC anunció a Ali Darassa como vicepresidente de la coalición, pero la lucha continuó después.Para julio de 2018, el FPRC, ahora encabezado por Abdoulaye Hissène y con sede en la ciudad nororiental de Ndélé, tenía tropas que amenazaban con trasladarse a Bangui. A principios de 2019 se produjeron nuevos enfrentamientos entre la UPC y MINUSCA/fuerzas gubernamentales.

#### Conflictos en el oeste y noroeste de la República Centroafricana
En el oeste de la República Centroafricana, un nuevo grupo rebelde llamado Retorno, Recuperación, Rehabilitación (3R), sin vínculos conocidos con Séléka o Anti-balaka, se formó en 2015. El autoproclamado general Sidiki Abass afirmó que 3R protegería a los musulmanes Fulani de una milicia Antibalaka dirigida por Abbas Rafal. El grupo 3R está acusado de desplazar a 17.000 personas en noviembre de 2016 y al menos a 30.000 personas en la prefectura de Ouham-Pendé en diciembre de 2016.
Durante algún tiempo, el noroeste de la República Centroafricana, alrededor de Paoua, estuvo dividido entre Revolución y Justicia (RJ) y el Movimiento para la Liberación de la República Centroafricana (MNLC), pero estallaron los combates tras el asesinato del líder de RJ, Clément Bélanga, en noviembre de 2017. El conflicto desplazó a 60.000 personas desde diciembre de 2017. El MNLC, fundado en octubre de 2017, was led by Ahamat Bahar, a former member and co-founder of FPRC and MRC, and is allegedly backed by Fulani fighters from Chad. The Christian fue dirigido por Ahamat Bahar, exmiembro y cofundador del FPRC y MRC, y supuestamente cuenta con el respaldo de combatientes fulani de Chad. El grupo militante cristiano RJ se formó en 2013, en su mayoría por miembros de la guardia presidencial del expresidente Ange Felix Patassé, y estaba compuesto principalmente por personas de la etnia Sara-Kaba.

#### Década del 2020
En diciembre de 2020, el presidente Faustin Archange Touadéra fue reelegido en la primera vuelta de las elecciones presidenciales. La oposición no aceptó el resultado por denuncias de fraude e irregularidades. Mercenarios rusos del Grupo Wagner han apoyado al presidente Faustin-Archange Touadéra en la lucha contra los rebeldes. El grupo Wagner de Rusia ha sido acusado de hostigar e intimidar a civiles.